# Elías José Gómez
Elías José Gómez (Granadero Baigorria, 9 giugno 1994) è un calciatore argentino, difensore del Vélez Sarsfield.

## Caratteristiche tecniche
Gioca come terzino sinistro.

## Carriera
Cresciuto nelle giovanili del Rosario Central, debutta in prima squadra il 23 novembre 2013 nel corso della sfida persa per 1-0 contro l'Olimpo.

## Palmarès

### Club

#### Competizioni nazionali
- Copa Argentina: 1

Rosario Central: 2017-2018
- Campionato argentino: 1

Vélez Sarsfield: 2024
- Supercopa Internacional: 1

Vélez Sarsfield: 2024